# Graphium
Para el instrumento de escritura romano, ver grafium.
Graphium  es un género de lepidópteros ditrisios de la familia Papilionidae que incluye más de 100 especies nativas de Eurasia, África y Oceanía.

## Descripción
Su coloración es tan variable como los hábitats que frecuenta; desde la selva tropical a la sabana. Algunas poseen colas que pueden ser largas y afiladas, mientras que otras carecen de ampliaciones en alas posteriores. Las especies de Graphium visitan frecuentemente los charcos de lodo.
Las especies más vistosas son muy populares entre los coleccionistas y se montan en marcos como adorno, tal es el caso Graphium agamemnon, Graphium sarpedon y Graphium weiskei.
Las larvas se alimentan principalmente de Annonaceae, también comúnmente de Magnoliaceae y Lauraceae y con menos frecuencia de Rutaceae, Dioscoreaceae, Bombacaceae, Piperaceae, Anacardiaceae, Apocynaceae, Malpighiaceae, Hernandiaceae, Guttiferae, Monimiaceae, Pandanaceae, Winteraceae y Euphorbiaceae.
El género Protographium, endémico de Australia, está estrechamente relacionado con Graphium.

## Especies seleccionadas
- Graphium agamedes
- Graphium agamemnon
- Graphium angolanus
- Graphium antheus
- Graphium antiphates
- Graphium aristeus
- Graphium arycles
- Graphium bathycles
- Graphium cloanthus
- Graphium codrus
- Graphium colonna
- Graphium delessertii
- Graphium doson
- Graphium eurous
- Graphium eurypylus
- Graphium evemon
- Graphium glycerion
- Graphium idaeoides
- Graphium leonidas
- Graphium macleayanus
- Graphium megarus
- Graphium nomius
- Graphium policenes
- Graphium polistratus
- Graphium porthaon
- Graphium sarpedon
- Graphium tynderaeus
- Graphium weiskei
- Graphium xenocles